# Calvaire de Dingier
Le calvaire de Dingier est un calvaire situé à Salavre, en France.

## Présentation
Le calvaire est situé dans le département français de l'Ain, sur la commune de Salavre. L'édifice, datant des 15ème et 16ème siècles, est classé au titre des monuments historiques en 1951.